# Pare de l'Església

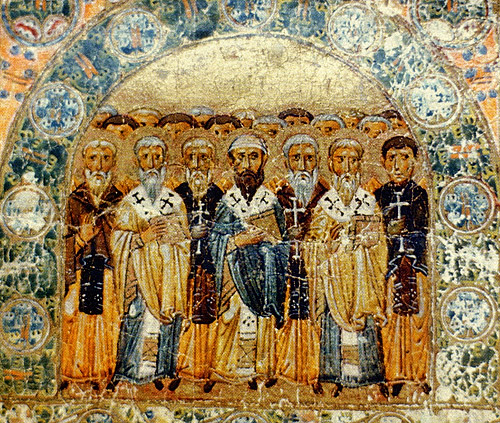
Miniatura dels Pares de l'església del segle XI.

Els Pares de l'Església són un grup d'escriptors i bisbes dels primers segles del cristianisme, considerats com fonament de la fe i de l'ortodòxia en l'Església. La importància d'aquest grup d'escriptors radica en la seva doctrina en conjunt. Són els punts en comú entre ells els que es prenen en consideració.
Les seves ensenyances tingueren gran pes en el pensament i la teologia cristiana segons la seva interpretació de la Bíblia, la incorporació de la Tradició i la consolidació de la Litúrgia. Els Pares de l'Església sovint hagueren de donar resposta a qüestions i dificultats morals i teològiques en un ambient de convulsions per persecucions externes i conflictes interns produïts per heretgies i cismes de l'Església post apostòlica.
La ciència que estudia els Pares de l'Església és la patrologia.

## Característiques
Es considera que els Pares de l'Església han de complir quatre requisits, tot i que no es demana que compleixin els quatre en tots els casos. El primer requisit és l'antiguitat, que siguin anteriors a la mort de Joan Damascè, l'any 749, per orient, i la d'Isidor de Sevilla l'any 636 per occident. Això no obstant, en ocasions també se n'inclouen alguns de lleugerament posteriors com Ildefons de Toledo o Beda el Venerable.
També els defineix que pretenien fer uns ensenyaments d'acord amb la unitat de la fe de l'Església. En tercer lloc, que van ser considerats sants per la seva vida exemplar pel seu poble. Finalment, que l'Església els hagi reconegut com a tals, encara que no ho hagi fet de manera explícita.

## Classificació
El primer període és el de les primeres obres de la literatura cristiana, la literatura apòcrifa que vol complementar amb la imaginació els Evangelis, els apologistes, els antiherètics i les catequesis d'Alexandria i d'Antioquia. La segona etapa és la del segle d'or de la patrologia, que s'estén des del concili de Nicea del 325 al concili de Calcedònia del 451. Inclou els primers tractats, concilis, les grans heretgies, les homilies, els comentaris bíblics i les cartes. L'etapa final va del concili de Calcedònia al segle VIII, i hi predominen les qüestions morals. Aquesta és la classificació dels Pares de l'Església:
| Període              | Grups o escoles               | Pares |
| -------------------- | ----------------------------- | --- |
| Prenicènics          | Pares apostòlics              | - Autor de la Didakhé - Climent Romà - Ignasi d'Antioquia - Policarp d'Esmirna - Pàpies de Hieràpolis - Hermas de Roma |
| Prenicènics          | Literatura apòcrifa           | - Evangelis apòcrifs - Fets apòcrifs dels Apòstols - Cartes i apocalipsis                                              |
| Prenicènics          | Apologistes                   | - Quadrat d'Atenes - Justí - Tacià el Siri - Atenàgores d'Atenes - Teòfil d'Antioquia - Marc Minuci Fèlix              |
| Prenicènics          | Antiherètics                  | - Hegèsip - Irineu de Lió                                                                                              |
| Prenicènics          | Escola d'Alexandria           | - Climent d'Alexandria - Orígenes                                                                                      |
| Prenicènics          | Altres escriptors occidentals | - Tertul·lià - Cebrià de Cartago - Hipòlit de Roma                                                                     |
| Segle d'or (325-451) | Tradició d'Alexandria         | - Atanasi d'Alexandria - Dídim el Cec - Ciril I d'Alexandria                                                           |
| Segle d'or (325-451) | Doctrina a Cessarea           | - Gregori Taumaturg - Eusebi de Cesarea - Ciril de Jerusalem - Basili el Gran - Gregori de Nazianz - Gregori de Nissa  |
| Segle d'or (325-451) | Tradició d'Antioquia          | - Diodor de Tars - Teodor de Mopsuèstia - Joan Crisòstom                                                               |
| Segle d'or (325-451) | Tradició d'Edessa             | - Efraïm de Síria - Afraates                                                                                           |
| Segle d'or (325-451) | Escriptors occidentals        | - Hilari de Poitiers - Ambròs de Milà - Jeroni d'Estridó - Agustí                                                      |
| Etapa final          | Orient                        | - Joan Damascè - Teodor Estudita                                                                                       |
| Etapa final          | Occident                      | - Lleó Magne - Gregori el Gran - Isidor de Sevilla - Ildefons de Toledo                                                |

## Els més importants
- Sant Pàpies († 155)
- Sant Ireneu († 202)
- Sant Climent Alexandrí († ant.215)
- Tertul·lià († 220)
- Orígenes († 254)
- Eusebi de Cesarea († 339)
- Sant Atanasi d'Alexandria  († 373)
- Sant Basili de Cesarea († 379)
- Sant Gregori de Nazianz († 389)
- Sant Ambròs de Milà († 397)
- Sant Epifani († 403)
- Sant Joan Crisòstom († 407)
- Sant Agustí d'Hipona († 430)
- Sant Jeroni († 420)
- Sant Gregori Magne († 604)